# Schloss Serrant

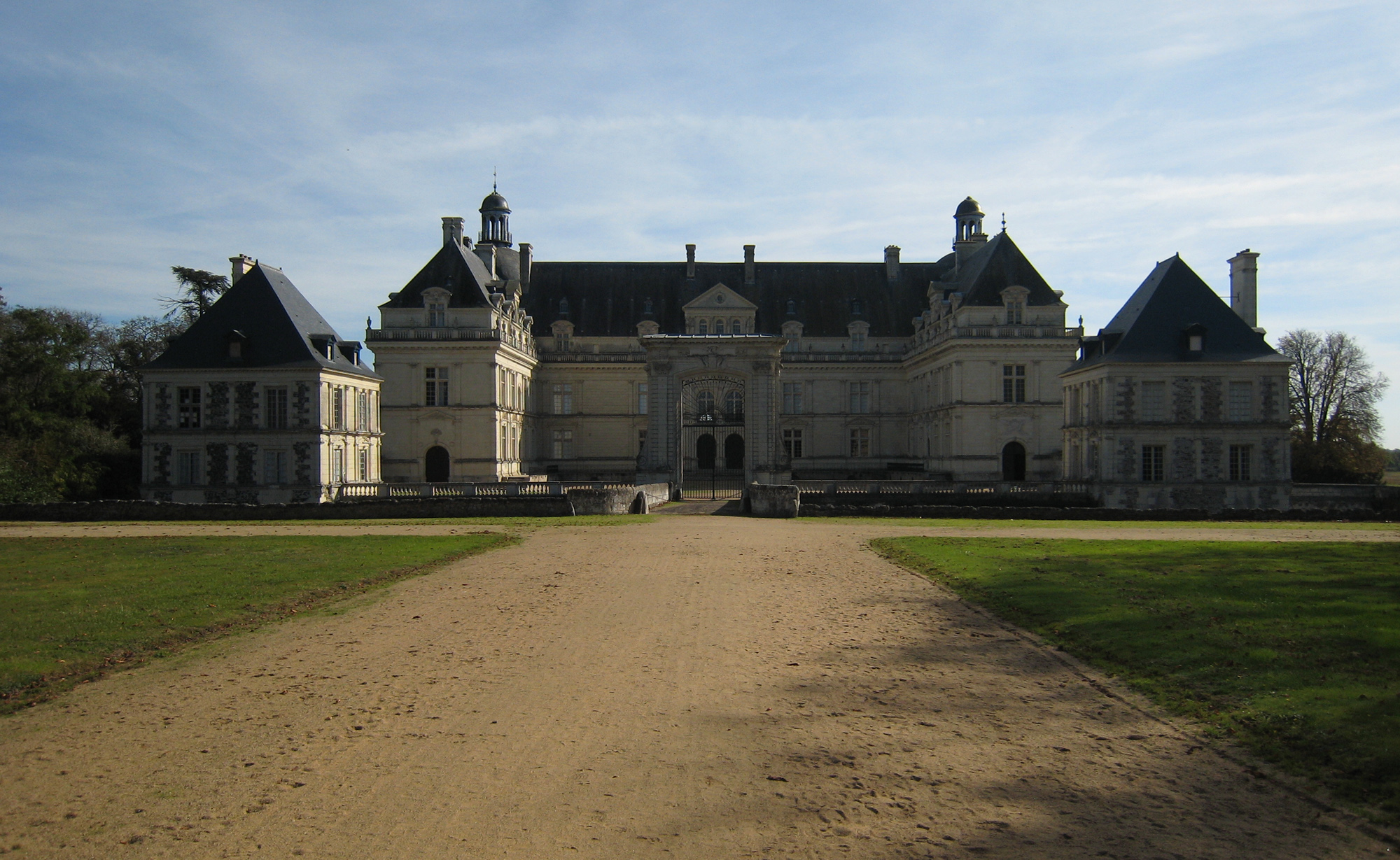
Schloss Serrant – Zufahrt

Das Schloss Serrant befindet sich nahe der französischen Ortschaft Saint-Georges-sur-Loire  im Département Maine-et-Loire.

## Mittelalterliche Festung
Schloss Serrant gehörte seit dem 14. Jahrhundert der Adelsfamilie Le Brie. Pontus Le Brie erhielt von Ludwig XI. die Erlaubnis, hier eine Festungsanlage mit Zugbrücke, Burggraben und massiven Ecktürmen zu errichten, deren mittelalterliche Silhouette von da an das Landschaftsbild beherrschte.

## Umbau zum Renaissance-Schloss

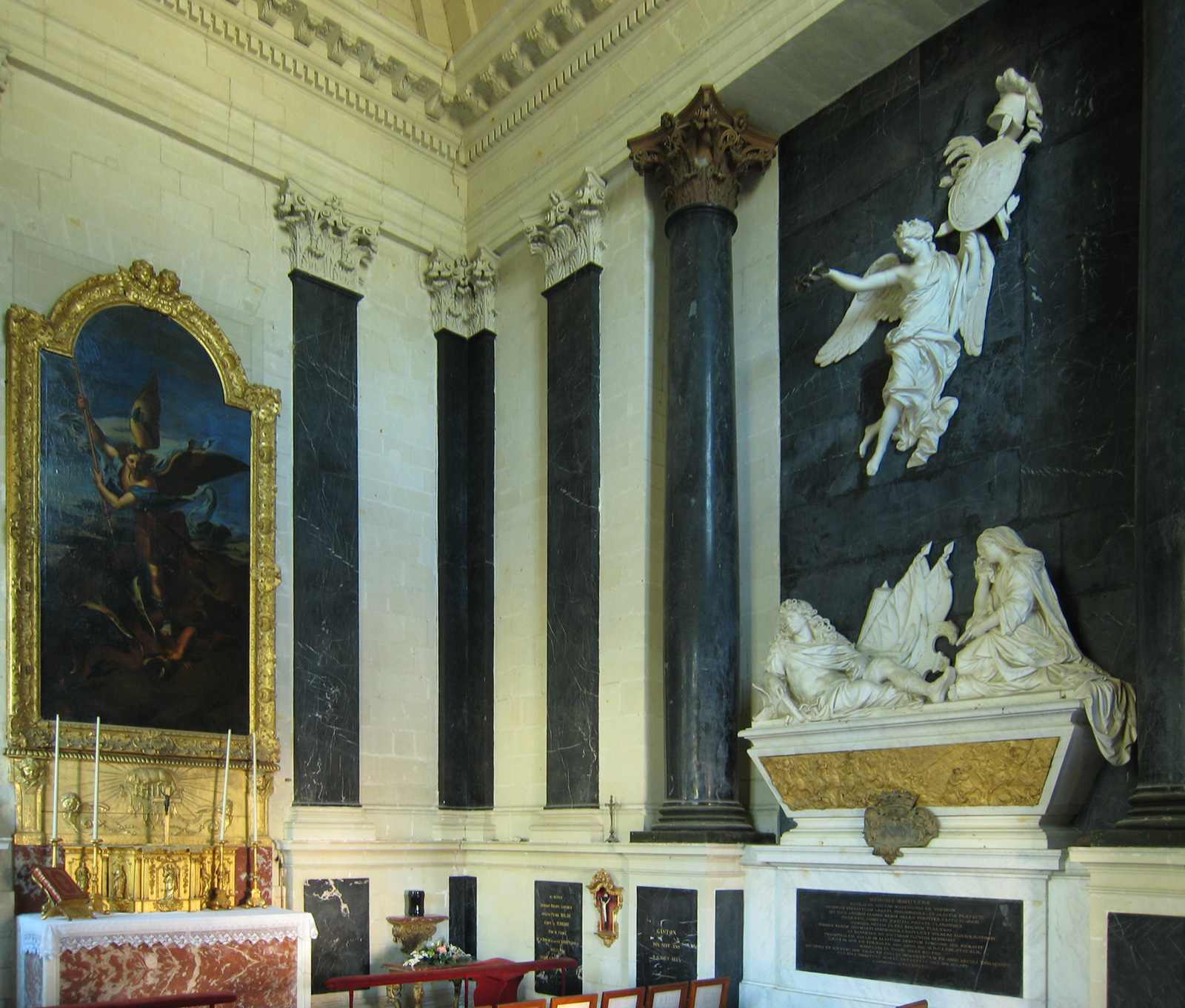
Schloss Serrant – Kapelle mit Marmor-Grabmal

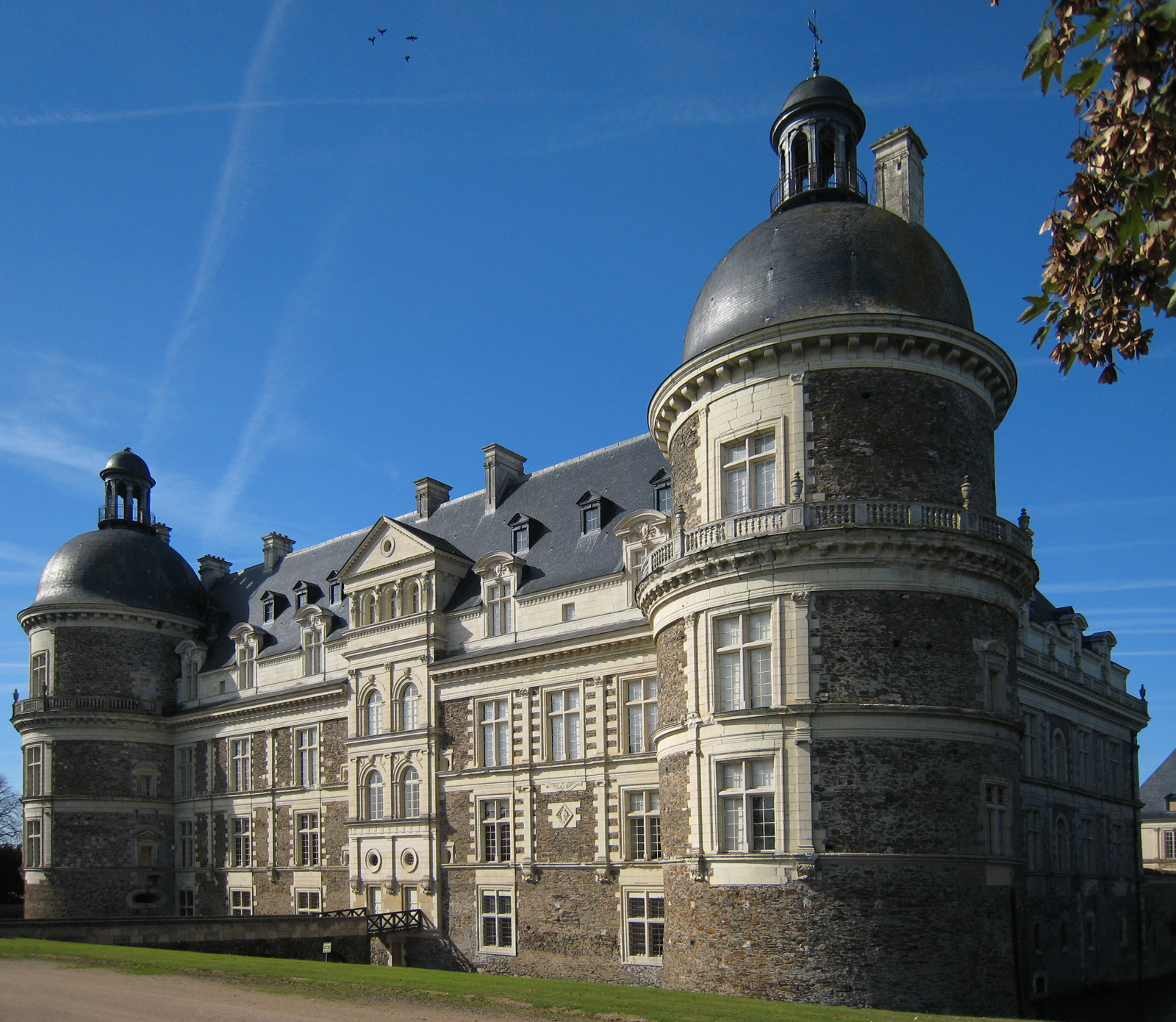
Schloss Serrant – Parkfront

Die heutige Gestalt der Schlossgebäude geht jedoch auf Charles de Brie zurück, der sich von den künstlerischen Ideen der Renaissance betören ließ und ab 1546 die gesamte Anlage umbauen lassen wollte. Den Auftrag bekam der Architekt Philibert Delorme, der schon den kühnen Gebäudeflügel von Schloss Chenonceau über dem Cher-Fluss ausgeführt hatte. Aufgrund finanzieller Schwierigkeiten konnten aber nur der Nordturm, eine Hälfte des zentralen Wohntraktes und der daran anschließende Flügel errichtet werden.
Nachdem Serrant mehrmals den Besitzer gewechselt hatte, erwarb 1636 schließlich der Diplomat und Schöngeist Guillaume de Bautru das Anwesen. Er und sein Sohn Guillaume vollendeten den Umbau nach den ursprünglichen Plänen: bis etwa 1700 wurden Hauptflügel, Südturm sowie beide Seitenflügel fertiggestellt, die Ecktürme der alten Anlage wurden durch zweigeschossige Pavillons ersetzt und schließlich in der Mittelachse das Eingangsportal errichtet. Als letzter Teil der Anlage entstand Anfang des 18. Jahrhunderts eine Kapelle, die Jules Hardouin-Mansart zugeschrieben wird. Ihr wichtigstes Ausstattungsstück ist das Marmor-Grabmal für Nicolas de Bautru, marquis de Vaubrun, Kommandant der französischen Armee. Seine Gemahlin hatte das Grabmal 1677 beim bedeutenden Bildhauer am Hof Ludwigs XIV., Antoine Coysevox, bestellt.

## Familie La Trémoille heiratet ein
1749 veräußerte die letzte Nachkommin Guillame de Bautrus’ das Schloss Serrant an den Reeder Antoine Walsh aus Nantes. Die Familie erneuerte die Inneneinrichtung, gestaltete den Park nach englischem Vorbild und ließ zwei Pavillons sowie das Ehrentor errichten. Im Jahr 1830 ehelichte Valentine Walsh de Serrant den Herzog de la Trémoille, Mitglied einer der ältesten Adelsfamilien Frankreichs (siehe: Haus La Trémoille). Der Herzog ließ das Schloss von Lucien Magne restaurieren; aus dieser Zeit stammen einige Anbauten wie die Balustrade entlang dem Dachgeschoss und um die Türme sowie das Familienwappen der La Trémoilles über dem Eingang. 1933 starb der letzte Herzog von La Trémoille 23-jährig bei einem Brand. Ihn beerbte seine Schwester Charlotte, diese ihr Sohn Jean-Charles Prince de Ligne (1911–2005). Schloss Serrant ist noch heute Privateigentum; gegenwärtige Besitzer sind die Nachkommen der La Trémoilles, Hedwige de Ligne und ihr Ehemann Charles-Guillaume, Prince de Merode-Westerloo. Sie bemühen sich um den Ausbau und die Modernisierung der Innenräume.

## Stilistisch einheitliche Residenz
Trotz der über 100 Jahre, die zwischen Beginn und Fertigstellung von Serrant lagen, präsentiert sich das Schloss heute als stilistisch einheitliche Residenz; die dreiflügelige Anlage mit Ehrenhof, Eckpavillons sowie mächtigem Portal wird von einem Wassergraben eingegrenzt und ist von einem großen Park umgeben. Die Gebäude bestehen hauptsächlich aus braunem Schiefer; heller Tuffstein setzt außen dekorative Akzente und dominiert auf den Hofseiten. Aus der Zeit Franz I. wurde die Pilastergliederung der Fassaden übernommen.
Über dem doppeltorigen Eingang des Mittelflügels erhebt sich ein Zentralkörper mit einer Lukarne und ihrem dreieckigen Zwerchgiebel. Zu den Seiteneingängen und zum parkseitigen Eingang der Residenz gelangt man über die den breiten Burggraben überquerenden Steinbrücken, deren Arkaden auf Pfeilern mit pyramidenförmig auslaufenden Vorköpfen ruhen.